# Tricyclomischus algonquinus
Tricyclomischus algonquinus är en stekelart som beskrevs av Heydon 1992. Tricyclomischus algonquinus ingår i släktet Tricyclomischus och familjen puppglanssteklar. Inga underarter finns listade i Catalogue of Life.